# Łozuwatka (hromada Zatyszne)
Łozuwatka (ukr. Лозуватка) – wieś na Ukrainie, w obwodzie dniepropetrowskim, w rejonie kamjańskim, w hromadzie Zatyszne. W 2001 liczyła 152 mieszkańców, spośród których 146 wskazało jako ojczysty język ukraiński, a 6 rosyjski.